# تجارة فراء أمريكا الشمالية
تجارة فراء أمريكا الشمالية هي مجموع الصناعات والأنشطة ذات صلة بتبادل وحيازة وبيع فراء الحيوانات في القارة الأمريكية الشمالية. في عصر ما قبل كولومبس، كانت الشعوب الأصلية في المنطقة تتداول تجارة الفراء المختلفة فيما بينها. وشارك الأوروبيين في هذه التجارة منذ وصولهم إلى العالم الجديد. بدأ التداول الفرنسي في القرن 16، وإنشاء الإنجليز مراكز تجارية في خليج هدسون في كندا في القرن 17، وبداء الهولنديون تجارتهم في نفس الوقت في هولندا الجديدة. أصبحت تجارة الفراء في القرن 19 في أمريكا الشمالية في ذروتها وذات أهمية اقتصادية، ونمت شبكات تجارتها وازدهرت شركاتها.
أصبحت تجارة الفراء واحدة من المشاريع الاقتصادية الرئيسية في أمريكا الشمالية، إذ اجتذبت المنافسة بين الفرنسيين والبريطانيين والهولنديين والإسبان والروس. في الواقع، كان يُنظر إلى الاستفادة من هذه التجارة وإزاحة القبضة البريطانية الخانقة عليها كهدف اقتصادي رئيسي في تاريخ الولايات المتحدة المبكر. أصبحت العديد من المجتمعات الأمريكية الأصلية في جميع أنحاء القارة تعتمد على تجارة الفراء كمصدر أساسي للدخل. أدى تغيّر موضة الأزياء في أوروبا إلى انهيار أسعار الفراء بحلول منتصف القرن التاسع عشر، وفشلت شركة الفراء الأمريكية وبعض الشركات الأخرى. غرقت العديد من المجتمعات الأصلية في فقر طويل الأمد وبالتالي فقدت تأثيرها السياسي الذي أحدثته في السابق.

## البدايات
أجرى المستكشف الفرنسي جاك كارتييه في رحلاته الثلاث إلى خليج سانت لورنس في ثلاثينيات وأربعينيات القرن السادس عشر بعض عمليات تجارة الفراء الأولى بين الشعوب الأوروبية وشعوب الأمم الأولى المرتبطة بالقرن السادس عشر والاستكشافات اللاحقة في أمريكا الشمالية. حاول كارتييه القيام بتجارة محدودة للفراء مع الأمم الأولى في خليج سانت لورنس وعلى طول نهر سانت لورنس. ركّز على تجارة الفراء المستخدم في الزركشة والزينة، وغفل عن فراء القندس الذي أصبح القوة الدافعة لتجارة الفراء في الشمال، وأصبح موضة دارجة في أوروبا.

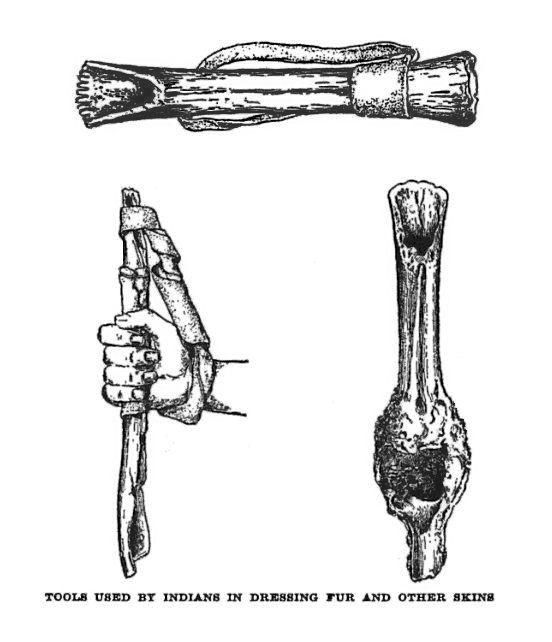
أدوات تستعمل لتنظيف الفراء

تعود أقدم عملية تجارية أوروبية لفراء القندس إلى صناعة صيد سمك القد المتنامية التي انتشرت حتى غراند بانكس في شمال الأطلسي في القرن السادس عشر. أتاحت تقنية الحفظ الجديدة في تجفيف الأسماك لصيادي الباسك الصيد قرب ساحل نيوفندلاند ونقل الأسماك إلى أوروبا لبيعها. بحث الصيادون عن موانئ مناسبة ذات خشب وافر لتجفيف كميات كبيرة من سمك القد. أدى هذا إلى حدوث أول احتكاك لهم بالسكان الأصليين الذين بدأ معهم الصيادون بتجارة بسيطة.
تبادل الصيادون الأدوات المعدنية مقابل أثواب القندس المصنوعة من جلود القنادس المخيطة والمدبوغة محليًا. استخدموا الأثواب للتدفئة في رحلات العودة الطويلة والباردة عبر المحيط الأطلسي. أصبحت جلود القندس ثمنية لدى صانعي القبعات الأوروبيين في النصف الثاني من القرن السادس عشر، إذ حوّلوا جلودها إلى لباد الفرو. أدى اكتشاف صفات التلبيد الفائقة لفرو القندس، إلى جانب شعبية قبعات لباد القندس ورواجها في الموضة، إلى تحويل تجارة الصيادين العرضية في القرن السادس عشر إلى تجارة متنامية في الأقاليم الفرنسية والإنجليزية لاحقًا في القرن التالي.

## فرنسا الجديدة في القرن السابع عشر

خريطة لفرنسا الجديدة (1612)

أُعلن رسميًا عن الانتقال من التجارة الساحلية الموسمية إلى تجارة الفراء الداخلية الدائمة مع تأسيس صمويل دو شامبلان لمدينة كيبك على نهر سانت لورنس في عام 1608. كانت هذه المستوطنة بمثابة بداية حركة التجار الفرنسيين باتجاه الغرب من أول مستوطنة دائمة في تادوساك عند مصب نهر ساغينيه على خليج سانت لورنس أعلى نهر سانت لورنس وفي بيه دا أو (أو «الأراضي العليا») حول البحيرات العظمى. اتخذ كل من الفرنسيين والجماعات الأصلية بعد ذلك تحركات إستراتيجية لتعزيز طموحاتهم الاقتصادية والجيوسياسية في النصف الأول من القرن السابع عشر.
قاد صمويل دو شامبلان التوسع أثناء تركيز الجهود الفرنسية. لأن الشعوب الأصلية لعبت دور المورّدين الأساسي في تجارة الفراء، أنشأ شامبلان على الفور تحالفات مع شعب الألغونكوين والمونتاغنيس (الذين كانوا موجودين في المنطقة المحيطة بتادوساك)، ولاسيما شعب الهورون إلى الغرب. هذا الأخير، هو شعب يتحدث اللغة الإيروكوانية، عمل كوسيط بين الفرنسيين في سانت لورنس والأمم في بيه دا أو. دعم شامبلان المجموعات الشمالية في صراعها العسكري القائم مسبقًا مع كونفدرالية الإيراكوي إلى الجنوب. قام بتأمين طريق نهر أوتاوا إلى الخليج الجورجي، ما وسّع التجارة بشكل كبير. أرسل شامبلان أيضًا شبابًا فرنسيين للعيش بين السكان الأصليين والعمل معهم، ولا سيما إتيان برولي الذي أُرسل ليتعلّم لغتهم ويطلع على أرضهم وعاداتهم، بالإضافة إلى تعزيز التجارة.
أصلح شامبلان أعمال التجارة، وأنشأ أول ائتمان غير رسمي في عام 1613 استجابة لازدياد الخسائر بسبب المنافسة. تم إضفاء الطابع الرسمي على الائتمان لاحقًا بميثاق ملكي، ما أدى إلى سلسلة من الاحتكارات التجارية خلال فترة فرنسا الجديدة. كان الاحتكار الأبرز هو شركة ون هندريد أسوشييتس، مع امتيازات عرضية، كالتي مُنحت مثلًا  للآبيتا في أربعينيات وخمسينيات القرن السابع عشر، وسمحت لهم بتجارة محدودة. في حين هيمنت الاحتكارات على التجارة، فإن مواثيقها تطلبت أيضًا دفع عوائد سنوية للحكومة الوطنية ونفقاتها العسكرية والتوقعات بأنها ستشجع التوطين في فرنسا الجديدة ذات الكثافة السكانية المنخفضة.
خلقت الثروة الهائلة في تجارة الفراء مشاكل في إنفاذ الاحتكار. بدأ التجار المستقلون غير المرخصين، والمعروفون باسم كورور دي بوا (أو «عدّاؤو الغابة»)، ممارسة الأعمال التجارية في أواخر القرن السابع عشر وأوائل القرن الثامن عشر. بمرور الوقت، انجذب العديد من الميتي إلى التجارة المستقلة؛ كانوا من نسل الصيادين الفرنسيين ونساء الشعوب الأصلية. أعطى الاستخدام المتزايد للعملة وأهمية الاتصالات الشخصية والخبرة في تجارة الفراء ميزةً للتجار المستقلين على الاحتكارات الأكثر بيروقراطية. انضمت بسرعة المستعمرات الإنجليزية التي أُنشئت حديثًا في الجنوب إلى التجارة المربحة، إذ أغارت على وادي نهر سانت لورنس واستولت على مدينة كيبك وسيطرت عليها من 1629 إلى 1632.
جلبت تجارة الفراء الثروة إلى عدد قليل من التجار الفرنسيين المختارين والنظام الفرنسي، وأحدثت أيضًا تغييرات عميقة في الجماعات الأصلية التي تعيش على طول سانت لورنس. اشترت الشعوب الأصلية بجلود القندس وفراء الحيوانات الأخرى البضائع الأوروبية، مثل: رؤوس الفؤوس الحديدية والغلايات النحاسية والقماش والأسلحة النارية. أدى انتشار ممارسة تجارة الفراء مقابل الروم والويسكي إلى مشاكل مرتبطة بالتسمم الكحولي ومعاقرة الكحول. وأدى القضاء على جماعات القندس على طول سانت لورنس إلى إشعال المنافسة الشديدة بين الإيراكوي والهورون للوصول إلى الأراضي الغنية بالفراء في الدرع الكندي.
يُعتقد أن المنافسة على الصيد ساهمت في القضاء المبكر على الإيراكويين الذين عاشوا في وادي نهر سانت لورنس بحلول عام 1600، على الأرجح على أيدي قبيلة موهوك الإيراكوي، الذين كانوا أقرب إليهم، وأقوى من الهورون، ولديهم الكثير ليكسبوه من السيطرة على هذا الجزء من الوادي.
زاد وصول الإيراكوي إلى الأسلحة النارية عن طريق التجار الهولنديين ومن ثم الإنجليز على طول نهر هدسون من الخسائر في الأرواح في الحرب. زاد سفك الدماء هذا -الذي لم يشهده الإيراكوي في حروبهم من قبل- من خوض «حروب الحداد». أغار الإيراكوي على الجماعات المجاورة للإمساك بالأسرى، الذين يتم اختيارهم بشكل طقوسي ليحلوا محل الإيراكويين القتلى؛ وهكذا تصاعدت دائرة العنف والحرب. والأهم من ذلك، فتكت الأمراض المعدية الجديدة التي جلبها الفرنسيون بالجماعات الأصلية وفكّكت مجتمعاتهم. أدى المرض مجتمعًا مع الحرب إلى القضاء شبه الكامل على الهورون بحلول عام 1650.

## المنافسة الإنجليزية الفرنسية
خلال أربعينيات وخمسينيات القرن السابع عشر، أحدثت حروب بيفر التي بدأها الإيراكوي تحولًا ديموغرافيًا هائلًا، إذ فر جيرانهم الغربيون من العنف ولجؤوا إلى الغرب وشمال بحيرة ميشيغان. تبنّت الأمم الخمسة للإيراكوي موقفًا احتكاريًا تجاه جيرانها حتى في أفضل الأوقات وشنّت الغارات باستمرار على الشعوب المجاورة في «حروب الحداد» بحثًا عن الأسرى الذين سيصبحون من الإيراكوي. وأصرّت على أن تكون الوسيط الوحيد بين الأوروبيين والهنود الآخرين الذين عاشوا في الغرب، وبدأت بوعي تام القضاء على أي منافسين مثل الويندات (الهورون).